# تپه گور دراز
تپه گور دراز /نجف آباد یا تپه گوردراز مربوط به دوران پیش از تاریخ ایران باستان است و در شهرستان شازند، بخش زالیان، روستای نجف آباد واقع شده و این اثر در تاریخ ۱۰ دی ۱۳۸۱ با شمارهٔ ثبت ۶۶۰۱ به‌عنوان یکی از آثار ملی ایران به ثبت رسیده است. مردم این روستا لر زبان و از طایفه لشنی می باشند.